# Coeliccia svihleri
Coeliccia svihleri là loài chuồn chuồn trong họ Platycnemididae. Loài này được Asahina mô tả khoa học đầu tiên năm 1970.